# Василёк корнекорзинковый
Василёк корнекорзинковый (лат. Centaurea rhizocalathium) — вид травянистых растений семейства Астровые (Asteraceae).

## Описание
Многолетнее травянистое растение высотой 2–5 см. Корневище длинное, разветвленное. Листовая розетка удлиненная, слегка шероховатая. В центре розетки одиночное головчатое соцветие шириной 15 − 36 мм. Покровные прицветники без придатков либо с небольшими до 2 мм придатками. Цветки желтого цвета. Цветёт с июня по июль, плодоносит с июля по август.
Имеет схожий внешний вид с Centaurea armena, различаясь от него отсутствием листочков обвертки. Два вида тесно связаны между собой и необходимы дальнейшие исследования, чтобы показать, могут ли они рассматриваться как отдельные виды.

## Ареал
Произрастает в среднем горном поясе, на высоте 1200-1600 метров над уровнем моря, в полупустыне и степи. Известны 3 популяции вида в Армении и 2 на территории Турции.

## Охранный статус
Занесен в Международную Красную книгу со статусом Endangered species «Вымирающий вид», а также в Красные книги Армении и Турции. Лимитирующими факторами являются эндемизм растения, освоение земель и выпас скота в местах обитания. 